# Oblast' di Kostroma
L'oblast' di Kostroma (in russo Костромска́я о́бласть?, Kostromskája óblastʾ) è un'oblast' della Russia che si estende su un territorio quasi interamente pianeggiante ed è attraversata dal fiume Volga.
La capitale Kostroma, porto sul Volga, a 370 km da Mosca è un notevole mercato agricolo. Oltre all'aeroporto è nota per i suoi monumenti (Cattedrale, Cremlino e Monastero con chiesa dei secoli XIV-XVIII) che la stanno inserendo sempre più frequentemente negli itinerari turistici. Industrie tessili (lino), del legno, alimentari e calzaturiere sono le principali risorse della provincia.

## Geografia antropica

### Suddivisioni amministrative

#### Rajon
La oblast' di Kostroma comprende 24 rajon (fra parentesi il capoluogo; sono indicati con un asterisco i capoluoghi non direttamente dipendenti dal rajon ma posti sotto la giurisdizione della oblast'):
- Antropovskij (Antropovo)
- Bujskij (Buj*)
- Čuchlomskij (Čuchloma)
- Galičskij (Galič*)
- Kadyjskij (Kadyj)
- Kologrivskij (Kologriv)
- Kostromskoj (Kostroma*)
- Krasnosel'skij (Krasnoe-na-Volge)
- Makar'evskij (Makar'ev)
- Manturovskij (Manturovo*)
- Meževskoj (Georgievskoe)
- Nejskij (Neja*)

- Nerechtskij (Nerechta*)
- Oktjabr'skij (Bogovarovo)
- Ostrovskij (Ostrovskoe)
- Pavinskij (Pavino)
- Parfen'evskij (Parfen'evo)
- Ponazyrevskij (Ponazyrevo)
- Pyščugskij (Pyščug)
- Šar'inskij (Šar'ja*)
- Soligaličskij (Soligalič*)
- Sudislavskij (Sudislavl')
- Susaninskij (Susanino)
- Vochomskij (Vochma)

#### Città
I centri abitati della oblast' che hanno lo status di città (gorod) sono 12 (in grassetto le città sotto la diretta giurisdizione della oblast', che costituiscono una divisione amministrativa di secondo livello):
- Buj
- Čuchloma
- Galič
- Kologriv
- Kostroma
- Makar'ev

- Manturovo
- Neja
- Nerechta
- Šar'ja
- Soligalič
- Volgorečensk

#### Insediamenti di tipo urbano
I centri urbani con status di insediamento di tipo urbano sono invece 7 (al 1º gennaio 2010):
- Čistye Bory
- Kadyj
- Krasnoe-na-Volge
- Ponazyrevo
- Sudislavl'
- Susanino
- Vetlužskij